# Ухтомський Дмитро Васильович
Ухтомський Дмитро Васильович (1719 — 4 (15) жовтня 1784) — князь, російський архітектор. Головний архітектор Москви в період правління імператриці Єлизавети Петрівни.

## Біографія

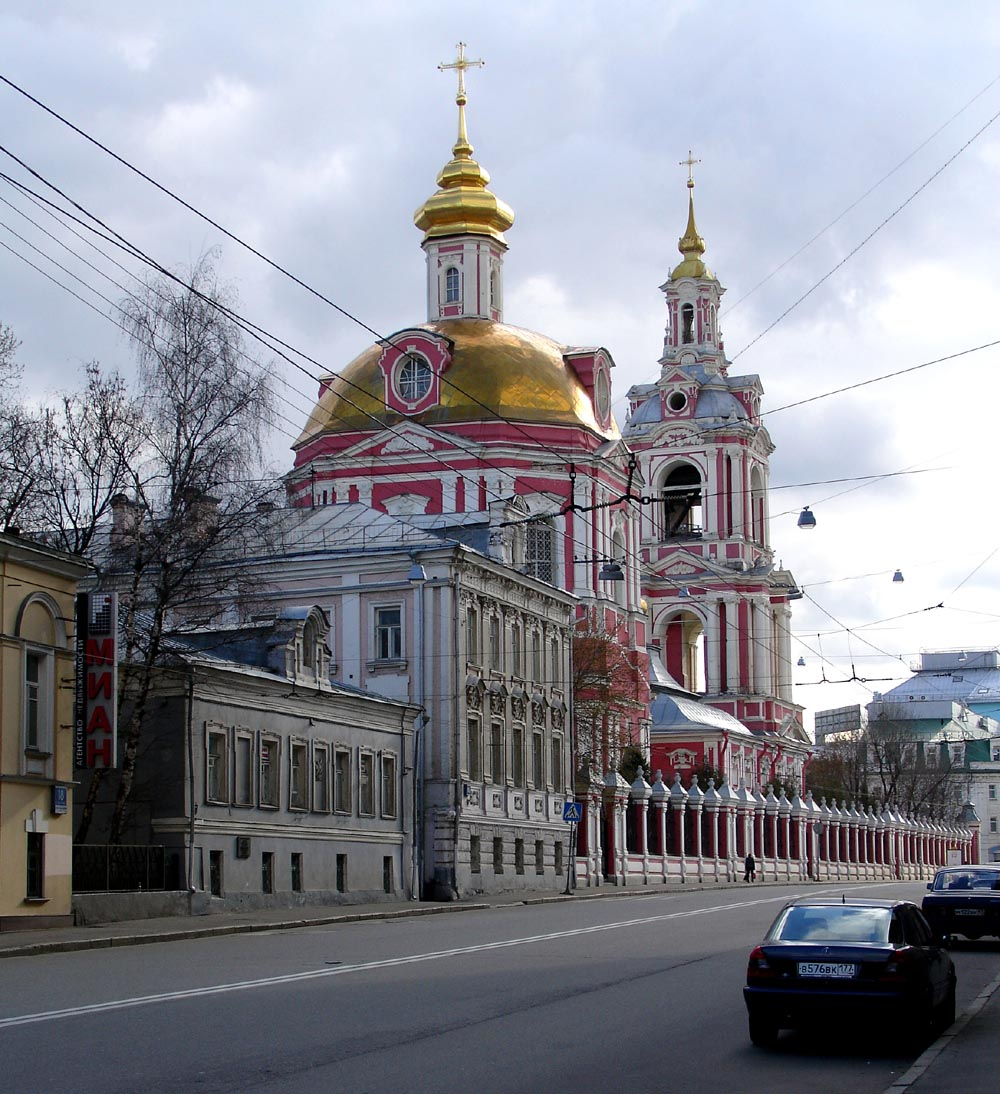
Храм Микити Мученика на Старій Басманній, Москва

Дмитро Ухтомський за походженням з княжого роду Ухтомських, нащадок Рюрика, народився в селі під Ярославлем. У віці 12 років був відправлений до Москви для навчання в Школі математичних і навигацьких наук, яку і закінчив у 1733 році. Працював під керівництвом Івана Мічуріна до 1741 року, потім під керівництвом Івана Коробова. У 1742 році Коробов фактично передав Ухтомському керівництво своєї архітектурною практикою. У 1744 році Ухтомський отримує титул державного архітектора і капітанський чин. Успіх архітектора пов'язаний з коронацією Єлизавети Петрівни в 1742 році. Авторству Ухтомського належали численні тріумфальні арки («ворота») та павільйони. У 1753—1757 роках він перебудував одні з цих воріт у Красні ворота, згодом знищені в 1927 році. Ухтомський забудував Басманну слободу, у тому числі побудував Храм Микити Мученика — найбільший пам'ятник пізнього бароко, що зберігся у Москві.

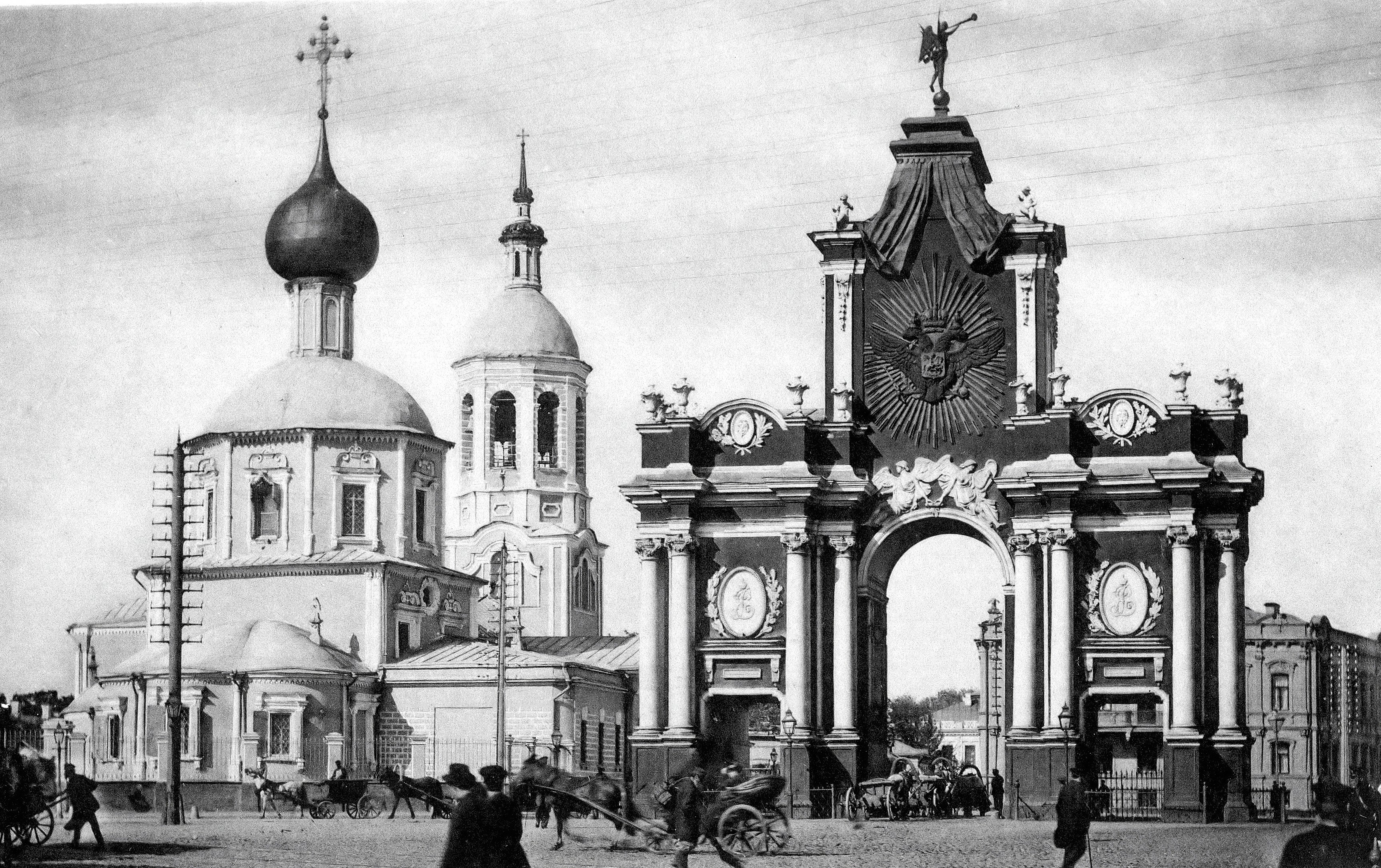
Червоні ворота Москва. Фото поч. 20 століття.

Однак більшість споруд Ухтомського були знищені пожежами, а Кузнецький міст був засипаний в 1817—1819 роках. У 1748 і 1752 роках Ухтомський розробив плани забудови міських територій, знищених пожежами — перші генплани Москви. У 1750-ті роки керував перебудовою і реставрацією Кремля. У 1749 році заснував Палацову школу — попередника архітектурного відділення Московське училище живопису, скульптури та зодчества і сучасного Московського архітектурного інституту. У школі Ухтомського навчалися такі майстри, як Матвій Казаков, Іван Старов, Олександр Кокоринов. У 1760 році Ухтомський був усунений від служби за звинуваченням у розтраті, його школу закрили в 1764 році. Попри виправдання в суді, в 1767 році архітектор назавжди покинув Москву і вже не повернувся більше ні до будівництва, ні до викладацької діяльності.

## Будівлі
- Дзвіниця Троїце-Сергієвої лаври
- Келії Микитівського монастиря в Москві
- Храм Микити Мученика на Старій Басманной

## Будівлі Ухтомського в Україні
- Покровський собор (Охтирка)